# A fekete üst
A fekete üst (eredeti cím: The Black Cauldron) 1985-ben bemutatott amerikai rajzfilm, amely Lloyd Alexander regénye alapján készült. A 25. Disney-film rendezői Ted Berman és Richard Rich. Az animációs játékfilm producere Joe Hale. A forgatókönyvet David Jonas és Vance Gerry írta, a zenéjét Elmer Bernstein szerezte. A mozifilm a Walt Disney Productions gyártásában készült, a Buena Vista Distribution forgalmazásában jelent meg. Műfaja fantasyfilm.
Amerikában 1985. július 24-én mutatták be a mozikban, Magyarországon 2015 húsvétján készült magyar szinkron a Telekom kínálatában.
Az alkotás a Walt Disney vállalat történetének legnagyobb csődje volt, amely csúfosan megbukott a kritikusok és a nézők előtt. A filmet keményen elmarasztalták egyrészt a színvonaltalan cselekmény és jellegtelen szereplők, másrészt a benne tapasztalható horrorisztikusság miatt. Bár sok, kifejezetten hátborzongatónak számító jelenetet kivágtak a rajzfilmből, A fekete üst így is negatív hatást ért el a gyermeknézők körében.

## Szereplők
| Szereplő        | Eredeti hang                                                                                   | Magyar hang                                | Leírás                                                 |
| --------------- | ---------------------------------------------------------------------------------------------- | ------------------------------------------ | ------------------------------------------------------ |
| Taran           | Grant Bardsley                                                                                 | Heisz Krisztián                            | A 13 éves barna hajú fiú.                              |
| Eilonwy         | Susan Sheridan                                                                                 | Czető Zsanett                              | A 12 éves szőke hajú lány.                             |
| Szarvas király  | John Hurt                                                                                      | Faragó András                              | A zombik leggonoszabb királya.                         |
| Gurgi           | John Byner                                                                                     | Pusztaszeri Kornél                         | A kutya-szerű kék szemű szőrös lény.                   |
| Doli            | John Byner                                                                                     | Szacsvay László                            | A morcos sárga fénytündér, Eidilleg király üzlettársa. |
| Dallben         | Freddie Jones                                                                                  | Szokolay Ottó                              | A legnagyszerűbb varázsló Prydain-ben.                 |
| Fflewddur Fflam | Nigel Hawthorne                                                                                | Kassai Károly                              | Az önjelölt dalnok, az ókori görög drámában.           |
| Creeper         | Phil Fondacaro                                                                                 | Szokol Péter                               | Az alacsony zöld kobold, a szarv király bizalmasa.     |
| Eidilleg király | Arthur Malet                                                                                   | Versényi László                            | A fénytündérek királya.                                |
| Orddu           | Eda Reiss Merin                                                                                | Szabó Éva                                  | Az egyik boszorkány.                                   |
| Orwen           | Adele Malis-Morey                                                                              | Némedi Mari                                | A második boszorkány.                                  |
| Orgoch          | Billie Hayes                                                                                   | Illyés Mari                                | A harmadik boszorkány.                                 |
| Fénytündér fiú  | Brandon Call                                                                                   | Straub Martin                              | A két csintalan tündér gyerek a többi közül.           |
| Fénytündér lány | Lindsay Rich                                                                                   | Pekár Adrienn                              | A két csintalan tündér gyerek a többi közül.           |
| Narrátor        | John Huston                                                                                    | Szersén Gyula                              | –                                                      |
| Szolgák         | Wayne Allwine James Almanzar Phil Fondacaro Steve Hale Jack Laing Phil Nibbelink Peter Renaday | Hegedűs Miklós Papucsek Vilmos Varga Rókus |                                                        |